# Álmosd
Álmosd ist eine ungarische Gemeinde im Kreis Nyíradony im Komitat Hajdú-Bihar.

## Geografische Lage
Álmosd liegt ungefähr 20 Kilometer südöstlich der Stadt Debrecen, drei Kilometer von der Grenze zu Rumänien entfernt, an dem kleinen Fluss Bagaméri-ér. Nachbargemeinden sind Bagamér und Kokad sowie Șilindru in Rumänien. Zwischen Álmosd und Kokad liegt der Stausee Álmosd-Kokadi-víztárolo.

## Geschichte
Der Ort wurde bereits im 13. Jahrhundert schriftlich erwähnt. In Ungarn ist er bekannt als Schauplatz der ersten siegreichen Schlacht im Freiheitskampf unter der Führung von István Bocskai im Jahre 1604.

## Söhne und Töchter der Gemeinde
- Mihály Péchy (1755–1819), Architekt
- István Barta (1895–1948), Wasserballspieler
- János Kapcsa (1940–2011), Maler

## Sehenswürdigkeiten
- Büste von Ferenc Kölcsey (Kölcsey Ferenc mellszobra)
- Denkmal der Schlacht von Álmosd (Álmosdi csata emlékműve), errichtet 1996 von Lajos Győrfi
- Denkmal des Freiheitskampfes (Szabadságharcos-emlékmű)
- Ferenc-Kölcsey-Gedächtnishaus und -Museum (Kölcsey Ferenc emlékház)
- Gedenktafel von István Bocskai (Bocskai István emléktábla)
- Griechisch-katholische Kirche Szent Mihály és Gábor főangyalok, erbaut 1835
- Heldendenkmal (Hősi emlékmű), errichtet 1922
- Millenniums-Gedenktafel (Millenniumi-emléktábla)
- Miskolczy-Park und Landhaus (Miskolczy-park és kúria)
- Post-Mail-Art-Museum (Post-Mail-Art Múzeum)
- Reformierte Kirche, ursprünglich im Mittelalter erbaut, 1805 und 1822–1824 umgebaut
- Weltkriegsdenkmal (II. világháborús emlékmű)

## Bilder

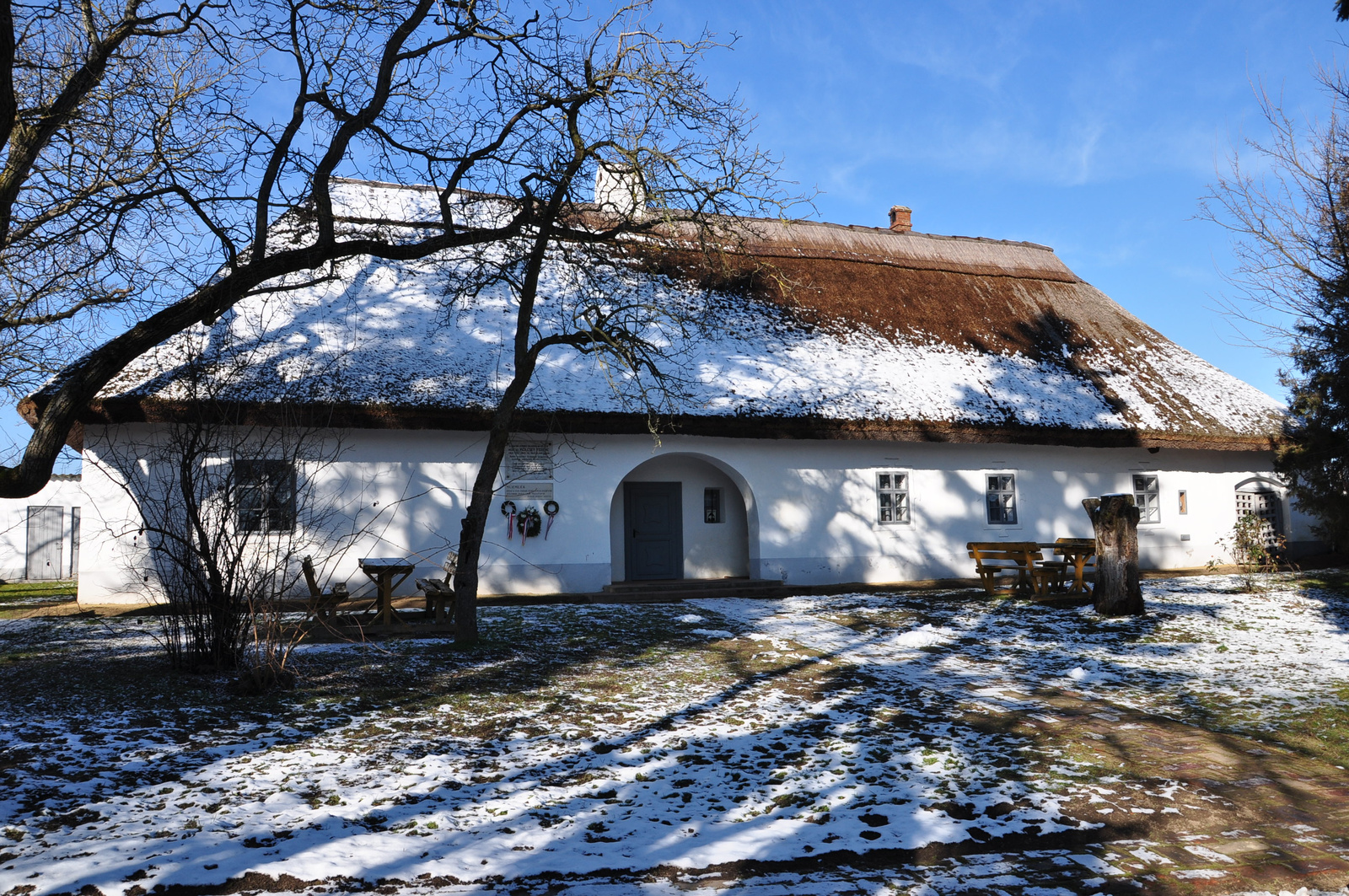
Geburtshaus von Ferenc Kölcsey, jetzt Museum
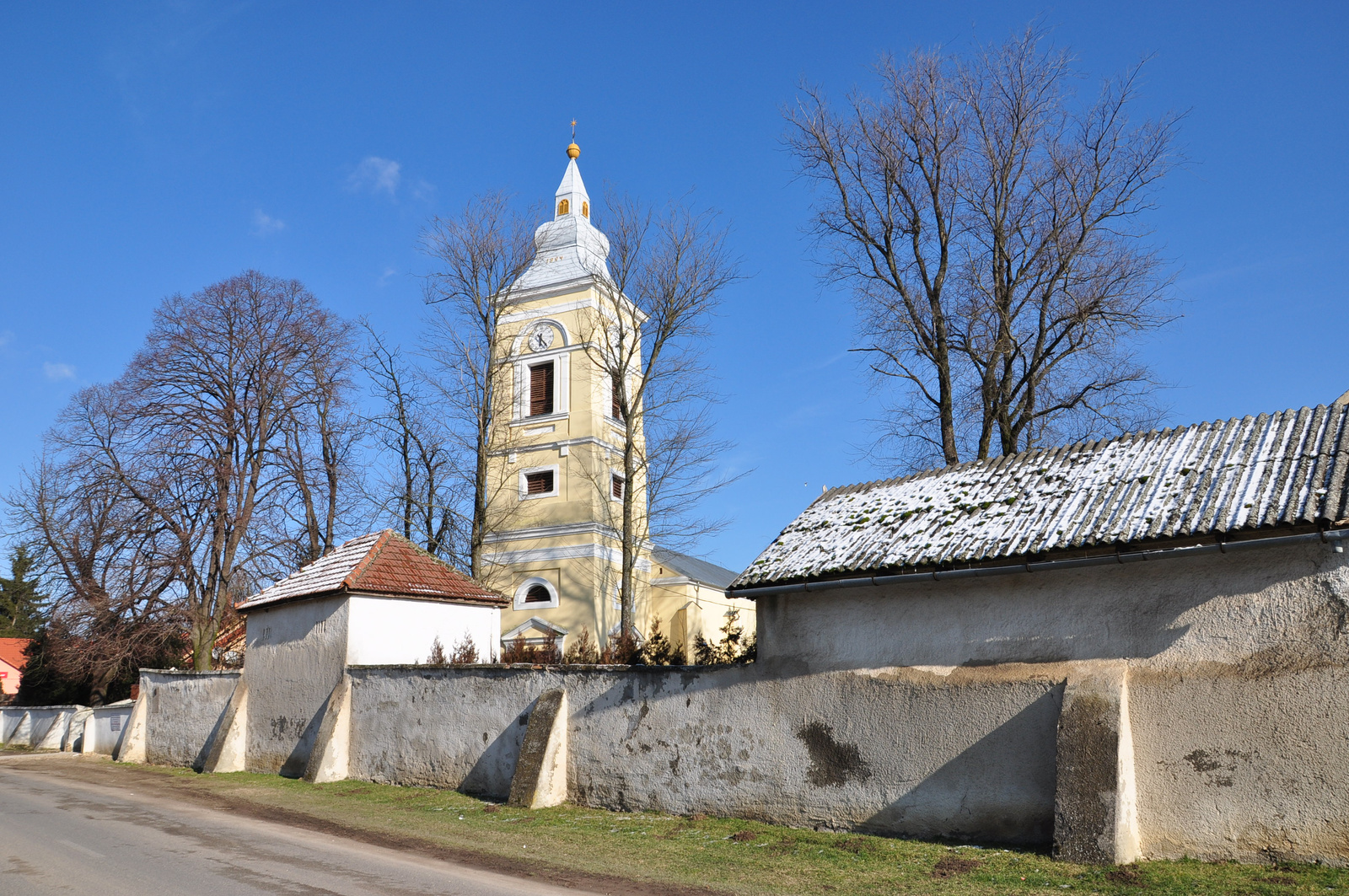
Reformierte Kirche in Álmosd
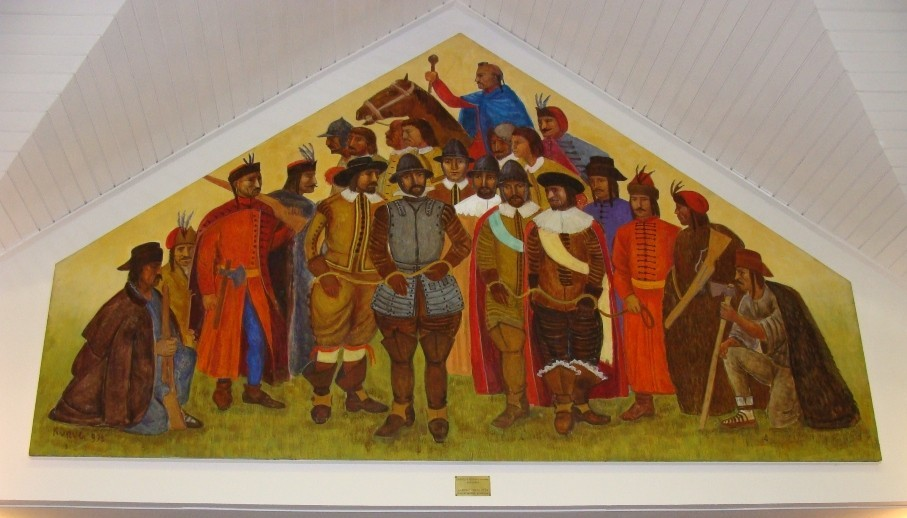
Schlacht von Álmosd, Fresko von Dezső István Kurucz

## Verkehr
Durch Álmosd verläuft die Landstraße Nr. 4806. Der nächstgelegene ungarische Bahnhof befindet sich nordwestlich in Vámospércs.